# Presidente del Governo della Slovenia
Il Presidente del Governo (in sloveno Predsednik Vlade), nell'ordinamento costituzionale sloveno, è il titolo con cui viene designato il capo del governo. Viene nominato dal Presidente della Repubblica in base alla maggioranza presente nell'Assemblea nazionale.

## Nomina
Il Presidente del Governo è nominato dal presidente della Repubblica previa consultazione con i partiti rappresentati nell'Assemblea nazionale. Viene quindi formalmente eletto dalla maggioranza semplice dell'Assemblea nazionale. Se nessun candidato riceve la maggioranza, un nuovo voto deve essere tenuto entro 14 giorni. Se nessun candidato riceve la maggioranza dopo questo turno, il Presidente deve sciogliere la legislatura e convocare nuove elezioni a meno che l'Assemblea nazionale non accetti di svolgere un terzo turno. Se nessun candidato viene eletto dopo un terzo turno, la legislatura viene automaticamente sciolta in attesa di nuove elezioni.

## Ruolo e funzioni
Secondo le disposizioni dell'articolo 114, paragrafo 1, della Costituzione slovena, il Presidente del Governo assicura l'unità della direzione politica e amministrativa del governo della Slovenia e coordina il lavoro dei ministri. I ministri sono collettivamente responsabili del lavoro del governo e ogni ministro del lavoro nel suo ministero. Il presidente del governo può proporre all'Assemblea nazionale la nomina e la sospensione dei ministri. L'Assemblea nazionale può ritirare il proprio sostegno a un presidente del governo solo attraverso un voto di sfiducia costruttiva. Il presidente del governo è anche presidente del Consiglio di sicurezza nazionale.